# نووایتیکیوو
نووایتیکیوو (به لاتین: Novoitikeyevo) یک منطقهٔ مسکونی در روسیه است که در باشقیرستان واقع شده‌است.